# Bell 309 KingCobra
Bell Model 309 KingCobra — був експериментальним ударним вертольотом, який розробила компанія Bell Helicopter на базі Bell AH-1 Cobra.

## Проектування і розробка

### Історія
Вертоліт AH-1 Cobra був розроблений у середині 1960-х як тимчасовий ганшип для армії США для війни у В'єтнамі. Cobra мала надійну трансмісію, гвинтову систему і турбовальний двигун T53 від вертольота UH-1 «Huey».
У червні 1967 було представлено перший AH-1G HueyCobra. Першим позначенням було UH-1H, невдовзі було додано літеру «A» яка позначала «attack» (ударний) і коли покращена UH-1D стала UH-1H, HueyCobra стала AH-1G. Bell побудував 1116 AH-1G для армії у період з 1967 по 1973. Вертольоти Cobra записали на свій рахунок більше мільйона льотних годин у В'єтнамі.
Армія США замовила AH-1G як «проміжний тип» для «боїв у джунглях», але більш ширшою задачею армії став захист Західної Європи від броньованих атак з боку країн Варшавського договору.
Армія створила програму системи провідної повітряної вогневої підтримки (СППВП) для розробки вертольота Lockheed AH-56 Cheyenne як протитанкового ганшипа, але розробка Cheyenne йшла важко, тому Sikorsky і Bell пропонували різні альтернативи армії. Sikorsky пропонував S-67 Blackhawk, гладкий ганшип, який не дивлячись на свою назву не має відношення до більш пізнього вантажопасажирського вертольота S-70 Black Hawk. Bell запропонував варіант HueyCobra під назвою Model 309 KingCobra.

### Програма KingCobra
Bell анонсував програму KingCobra у січні 1971. Було побудовано два прототипи, один з системою спарених турбовальних двигунів P&WC T400-CP-400 Twin Pac таку ж як і на AH-1J, але з міцнішим приводом, що збільшувало потужність до 1800 к.с. (1340 кВт) і інший з одним турбовальним двигуном Lycoming T55-L-7C потужністю 2000 к.с. (1490 кВт).
Перший політ KingCobra з двома двигунами відбувся 10 вересня 1971. Вертоліт був схожий на AH-1J, окрім довшого носа який був схожий на «дзьоб канюка» і підфюзеляжного кіля як на Model 209. Проте, існували і інші менш помітні зміни:
- Планер було зміцнено, а хвостову балку подовжено,[3] це зробило KingCobra на1,09 м довшою за AH-1G.
- Було встановлено новий гвинт, з метними вперед закінцівками і діаметром у 15 м, у порівнянні з 13 м у AH-1G. Нові лопаті несного гвинта покращували підйомну силу і зменшували шум.[3]
- Було встановлено більший барабанний магазин для 20 мм набоїв, який було взято з General Dynamics F-111, через що фюзеляж KingCobra став глибшим.[4]
- У збільшеному носі було встановлено нову сенсорну систему для ведення бою вночі і за поганої погоди. Цей стабілізований багатосенсорний приціл (СБП) було створено на основі технологій які розроблялися для AH-56 Cheyenne. Він включав ІЧ сенсори, телевізійну систему для низької освітленості, лазерний далекомір і систему наведення ракет. СБП міг передавати зображення на дисплей стрільця або на нашоломний дисплей пілота. У пілота була свою телевізійна камера для низької освітленості, яка була встановлена у передній частині обтічника ротора, це дозволяло йому керувати вертольоту у той час як стрілець шукав цілі.[2]

Було встановлено нову авіоніку, в тому числі інерційну навігаційну систему Litton яка може зберігати 16 різних запрограмованих навігаційних точок; радарний альтиметр з системою наземного попередження і інші покращення навігації і зв'язку.
Основною зброєю вертольота KingCobra були нові протитанкові керовані ракети BGM-71 TOW, які показали свою високу ефективність у бойових умовах у В'єтнамі на ганшипах Huey. Ця зброя розташовувалася у пускових установках по чотири ракети, по одній ПУ під кожним крилом всього чотири штуки. Після пуску ракетою TOW керували по проводах. Ракета мала два ІЧ спалахи які допомагали системі слідкувати за нею. Стрільцю залишалося лише зберігати приціл на цілі, а система керування вогнем спрямовувала її політ. Пілот і стрілець мали нашоломні приціли Sperry Univac, що дозволяло їм керувати ракетами і гарматою вертольота KingCobra.
KingCobra мала спеціально розроблене довге «велике крило», шириною 4 м, але вони були встановлені лише на статичний макет. «Велике крило» розроблялося для збільшення об'єму палива у закінцівках.

### Польотні тести і оцінювання
Перший політ KingCobra з одним двигуном піднялася у повітря у січні 1972. Від KingCobra з двома двигунами вона відрізнялася лише наявністю одного двигуна. У квітні машина розбилася і тому для закінчення тестів KingCobra з двома двигунами була перероблена на модель з одним двигуном. Оцінювання, у яких KingCobra брала участь разом з Lockheed Cheyenne і Sikorsky S-67, розпочалися навесні 1972 і були закінчені у липні. У вересні армія відмовилася від усіх трьох машин.

### Спадщина
Багато сенсорів і підсистем моделі 309 випереджували свій час. Подальші машини родини Cobra, варіанти AH-1G та AH-1J, мали зв'язок з Bell 309.
На базі Model 309 та AH-1 Cobra, Bell створили новий прототип ударного вертольота, Model 409/YAH-63, для армійської програми Сучасного ударного вертольота яка розпочалася у 1972. Було обрано вертоліт Ґ'юза Model 77/YAH-64 замість вертольота Bell Model 409/YAH-63 у 1976.

## Варіанти
- Model 249: Експериментальна версія з чотирилопатевим гвинтом.
- Model 309 KingCobra: Експериментальна версія з одним двигуном Lycoming T55-L-7C.
- Model 309 KingCobra: Експериментальна версія з двома двигунами.

## Екземпляри які збереглися
- Вертоліт який зберігся Bell Model 309 зберігається у Музеї авіації армії США, форт Ракер, Алабама.

## Льотно-технічні характеристики (Bell 309)
Джерело: Verier, Bishop
Основні характеристики
- Екіпаж: 2
- Довжина: 18,06 м (довжина фюзеляжу — 15,16 м)
- Висота: 4,67 м
- Діаметр несучого гвинта:

- Маса порожнього: 4049 кг
- Максимальна злітна маса: 6804 кг
- Силова установка: 2 × турбовальний Lycoming T55-L-7C або 1×Pratt & Whitney Canada T400-CP-400 (PT6T-3 Twin Pac) (1800 кс (1300 кВт))  2000 кс ( 1500 кВт)
- Діаметр гвинта: 15 м

Льотні характеристики
Озброєння
- Стрілецько-гарматне: одна 3-ствольна 20 мм гармата Гатлінга M197
- Керовані ракети: ПТКР TOW — 4 або 8 ракет у дворакетних ПУ на кожній підвісці
- Некеровані ракети: 2.75 in (70 мм) — 7 або 19 НАР у трубчастих ПУ